# Il racket per la protezione dell'esercito
Il racket per la protezione dell'esercito (Army Protection Racket) è uno sketch del Monty Python's Flying Circus trasmesso nell'ottavo episodio della prima serie. Oggetto della satira sono l'esercito e la mafia.

## Lo sketch
Lo sketch è ambientato nell'ufficio del colonnello (Graham Chapman) che è seduto dietro la sua scrivania; si presenta a rapporto un suo soldato (Eric Idle) che chiede di poter lasciare l'esercito perché dice che è pericoloso. Il colonnello gli chiede cosa fosse venuto a fare e il soldato gli risponde che si era arruolato per l'acqua e per il viaggio, ma non per uccidere. Il colonnello gli chiede se è un pacifista e il soldato gli risponde che non lo è, ma è un codardo. Il colonnello lo rimprovera e gli ordina di sedersi.
In quel momento arriva un altro militare (John Cleese) che annuncia al colonnello che due borghesi vogliono vederlo e li fa entrare. Entrano Luigi Vercotti (Michael Palin) e suo fratello Dino (Terry Jones), due mafiosi che cominciano ad aggirarsi per tutto l'ufficio con disinvoltura. Luigi dice al colonnello che ha un bell'ufficio e che sarebbe un dispiacere se succedesse qualcosa, poi cominciano a rompere volontariamente alcuni oggetti.
Il colonnello domanda ai due mafiosi cosa vogliono e questi rispondono che se non vuole che capiti qualcosa di spiacevole all'esercito, farebbe meglio a metterlo sotto la loro protezione. La scenetta prosegue con le minacce dei mafiosi che si fanno sempre meno velate e sempre più insistenti, finché è il colonnello stesso a interrompere lo sketch dicendo che non fa ridere e così vi pone bruscamente termine.